# Horișni Plavni
Horișni Plavni (în ucraineană Горішні Плавні, în rusă Горишние Плавни) numit Комсомольське până în anul 1972 și Комсомольськ din 1972 până în 2016, este oraș regional în regiunea Poltava, Ucraina. 

## Demografie
Componența lingvistică a orașului Komsomolsk
     Ucraineană (72,18%)
     Rusă (27,21%)
     Alte limbi (0,35%)
Conform recensământului din 2001, majoritatea populației orașului Komsomolsk era vorbitoare de ucraineană (72,18%), existând în minoritate și vorbitori de rusă (27,21%).